# Salvia yukoyukparum
Salvia yukoyukparum, jedna od preko 960 priznatih vrsta kadulje, porodica usnača (Lamiaceae). Raste na planinama Serra de Perijá u južnoameričkoj državi Kolumbija. Otkrio ju je i opisao ju je 2008. godine kolumbijski botaničar José Luis Fernández-Alonso.

## Vanjske poveznice
- Estudios en Labiatae VII. Salvia yukoyukparum, ...